# Rebecca Wiasak
Rebecca Wiasak (* 24. Mai 1984 in Geelong) ist eine ehemalige australische Radrennfahrerin, die auf Bahn und Straße aktiv war.

## Sportliche Laufbahn
Von 1996 bis 2008 betrieb Rebecca Wiasak erfolgreich Leichtathletik sowie von 2008 bis 2010 Triathlon und spielte Basketball, unter anderem in einem australischen Team aus Spielerinnen, die wie sie litauischer Herkunft sind. Ab 2003 studierte sie Sportpublizistik in Canberra und arbeitete als Sportjournalistin für die Canberra Times und WIN news.
2010 wandte sich Wiasak dem Leistungsradsport zu und wurde in das National Talent Identification and Development Program aufgenommen. 2014 gewann sie den Prolog des tschechischen Etappenrennens Gracia Orlová. 2015 und 2016 wurde sie jeweils Weltmeisterin in der Einerverfolgung. Im Jahr darauf wurde sie mit Ashlee Ankudinoff, Alexandra Manly und Amy Cure Vize-Weltmeisterin in der Mannschaftsverfolgung. Bei den Commonwealth Games 2018 errang sie Silber in der Einerverfolgung. Im Januar 2021 bestritt sie ihr letztes Rennen.

## Erfolge

### Bahn
2012
- Ozeanische Radsportmeisterschaft – Einerverfolgung

2013
- Bahnrad-Weltcup in Aguascalientes – Einerverfolgung

2014
- Ozeanische Radsportmeisterschaft – Einerverfolgung
- Ozeanische Radsportmeisterschaft – Scratch

2015
- Weltmeisterin – Einerverfolgung

2016
- Weltmeisterin – Einerverfolgung
- Bahnrad-Weltcup in Cali – Mannschaftsverfolgung (mit Ashlee Ankudinoff, Alexandra Manly und Amy Cure)

2017
- Weltmeisterschaft – Mannschaftsverfolgung (mit Ashlee Ankudinoff, Alexandra Manly und Amy Cure)
- Commonwealth Games – Einerverfolgung
- Australische Meisterin – Einerverfolgung

### Straße
2014
- Prolog Gracia Orlová

2018
- Australische Meisterin – Kriterium

2019
- Australische Meisterin – Kriterium

## Teams
- 2015 Wiggle Honda